# Mount Taylor (Australien)
Der Mount Taylor ist ein 856 Meter hoher Hügel in Australien und liegt auf dem Gebiet der Hauptstadt Canberra. Er ist Teil des Canberra-Naturparks und trennt die Stadtbezirke Woden Valley, Weston Creek und Tuggeranong voneinander. Zum Gipfel hinauf führt ein Wanderweg, jedoch keine Straße.
Der Hügel wurde nach dem Schafzüchter James Taylor benannt, der sich vor 1829 in der Gegend niederließ. Eine frühe Karte mit dem Titel Survey of part of the Morombidgee and Country South of Lake George von einem Vermesser namens White zeigt Taylors Hütten in der Nähe des Yarralumla-Gehöfts. Er war ein Schwiegersohn von Colonel George Johnston, der das New South Wales Corps kommandierte und 1808 während der Rum-Rebellion Gouverneur William Bligh absetzte.
Zusammen mit dem Oakey Hill, den Wanniassa Hills und dem Isaacs Ridge bildet der Mount Taylor eine Hügelkette, die den Süden von Canberra entscheidend prägt. Der seit 1989 bestehende Verein „Mount Taylor Park Care Group“ beseitigt das Unkraut, überwacht die Vogelpopulation und veranstaltet Führungen durch den Naturpark. Auf dem Hügel sind zahlreiche gefährdete Tier- und Pflanzenarten zu finden. Dazu gehört eine der bedeutendsten bekannten Populationen der landesweit gefährdeten Echsenart Aprasia parapulchella.